# Matthys Elsevier
Matthys Elsevier (* um 1564 in Antwerpen; † 1640) war ein niederländischer Buchhändler und Buchdrucker.

## Leben
Als Sohn des Louis Elsevier und dessen Frau Maria Duverdyn wurde Matthys Elsevier wahrscheinlich 1564 in Antwerpen geboren. 1580 ging er mit seinem Vater nach Leiden, wo er 14 Jahre später Bürger wurde und 1607 Pedell an der Universität Leiden. 1591 hatte er sich mit Barbara Lopes verheiratet, und bekam mit ihr drei Kinder; Abraham, Isaak sowie Jacob. 1616 entschied man, Elsevier müsse das Pedell-Amt zurückgeben, da unter seiner Tätigkeit ein Brand entstand, der einen großen Teil der Universität zerstört hatte. Kurz darauf jedoch gewährte man ihm wieder die Stelle. Inzwischen hatte er Maria van Ceulen geheiratet und bekam mit ihr 1624 einen Sohn namens Ludolph. 1626 verheiratete er sich ein drittes Mal, diesmal mit Elisabeth Jans de Smit. Diese dritte Ehe blieb kinderlos. Matthys Elsevier veröffentlichte zwei Werke. Sein Pedell-Amt behielt er inne, bis er 1640 verstarb. Von 1617 bis 1622 ist er als Buchdrucker in Leiden nachweisbar.